# Ben Warren
Ben Warren (Newhall, 7 maggio 1879 – 15 gennaio 1917) è stato un calciatore inglese, di ruolo centrocampista.
Ha giocato con la maglia del Derby County dal 1898 al 1908 e del Chelsea dal 1908 al 1912. Nel 1911, durante una partita tra Chelsea e Clapton Orient (vinta dal Chelsea per 4 a 1) si ruppe un ginocchio. 
L'infortunio determinò la fine della sua carriera, portandolo a crisi depressive sempre peggiori, con frequenti allucinazioni. 
Allenò il Southend United, dove è ricordato come uno degli allenatori più vincenti nella storia della squadra. 
Ma durante lo stesso anno fu internato nel manicomio di Mickleover nel Derbyshire per l'accentuarsi delle sue critiche condizioni di salute e per le frequenti allucinazioni. 
La depressione lo portò anche a tentare il suicidio. 
Morì di tubercolosi nel 1917, mentre era ancora internato nel manicomio di Mickleover. 
Lasciò la moglie Minnie (con la quale riposa nella Chiesa di S. John a Newhall) e i figli Harry Warren, che diventò a sua volta calciatore e allenatore, Lily, (Benjamin) Maurice e Grenville.